# 清水浩
清水 浩（しみず ひろし）は、日本の映画監督、脚本家。京都府出身。横浜放送映画専門学院（現・日本映画大学）卒業。

## 人物・来歴
1991年『ソナチネ』で北野武監督作品にセカンド助監督として初めて参加。以降、2000年の『BROTHER』までチーフ助監督を務めていた。
1998年、『生きない』で監督デビュー。第51回ロカルノ国際映画祭アキュメニカリプライズ、第3回釜山国際映画祭国際批評家連盟賞。2002年、『チキン・ハート』が第55回カンヌ国際映画祭国際批評家週間招待。2013年、『キッズ・リターン 再会の時』が第29回ワルシャワ国際映画祭コンペティション上映。

## 映画作品
監督
- 『生きない』（1998年）
- 『チキン・ハート』（2002年）
- 『メールで届いた物語』（2005年）
- 『呪いの心霊感染 わたしはとり憑かれた〜19歳女子大生 聡子の場合〜』（2010年）
- 『キッズ・リターン 再会の時』（2013年）
- 『花』[1]（2015年）
- 『リセット』[2]（2015年）

脚本
- 『チキン・ハート』（2002年）
- 『メールで届いた物語』（2005年）

プロデューサー
- 『Paradice』（2000年）

助監督
- 『天使のはらわた 赤い眩暈』（1988年）
- 『ONE ROUND JACK〜僕をさがして〜』（1989年、柴田恭兵ファンクラブ限定販売ビデオ、音楽パート監督・堤幸彦）
- 『べっぴんの町（1989年）
- 『ソナチネ』（1991年）
- 『男ともだち』（1994年）
- 『みんな〜やってるか!』（1995年）
- 『大失恋。』（1995年）
- 『キッズ・リターン』（1996年）
- 『HANA-BI』（1998年）
- 『菊次郎の夏』（1999年）
- 『BROTHER』（2000年）